# Лоранце
Лоранцѐ (на италиански: Loranzè; на пиемонтски: Loransè, Лорансе) е село и община в Метрополен град Торино, регион Пиемонт, Северна Италия. Разположено е на 243 m надморска височина. Към 1 януари 2020 г. населението на общината е 1154 души, от които 47 са чужди граждани.